# 堤等琳 (2代目)
堤 等琳 (2代目)（にだいめ つつみ とうりん、生没年不詳）は、江戸時代の堤派の絵師。

## 来歴
堤等琳の門人。姓は月岡、名は吟二。一説には諸岡氏、名は千代松ともいわれる。画姓として堤を使用しており、寛政期に活躍したとされる。